# Istituto Duca d'Aosta

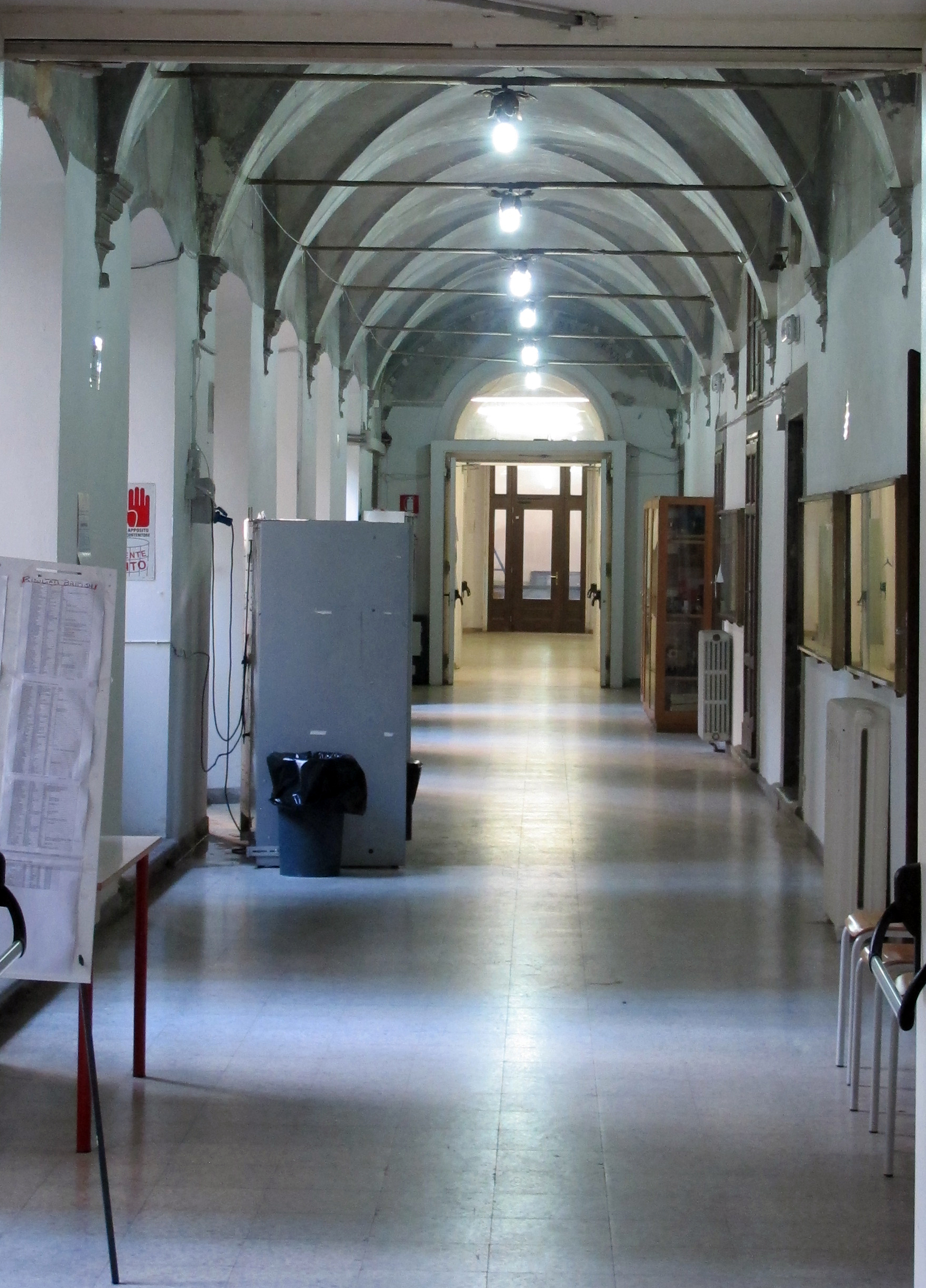
Corridoio dell'antico monastero

Il palazzo già dell'Istituto duca d'Aosta è un edificio di Firenze, sito in Via della Colonna 10. La scuola si è trasferita nel 2008  in via Giuseppe Giusti 27.

## Storia e descrizione
L'esteso edificio presenta una facciata di carattere ottocentesco, come diversamente non potrebbe essere dato il suo allinearsi su una via aperta tra il 1865 e il 1870, a congiungere la nuova area urbanizzata di piazza d'Azeglio con l'antico tratto di via della Colonna, in origine sviluppata limitatamente al tratto tra la piazza della Santissima Annunziata e borgo Pinti. 
Organizzato su tre piani per sei assi, il prospetto si caratterizza per un doppio portale centrale, segnato ai lati da semicolonne doriche e coronato da un lungo balcone servito da due finestroni. L'androne, chiuso da due porte riccamente intagliate, mostra invece un gusto proprio dei primi decenni del Novecento, con pitture murali di gusto neomedioevale (visibili limitatamente al soffitto ma presenti anche al di sotto dello scialbo delle pareti), con il giglio di Firenze e l'arme dei Savoia, da riferire al periodo nel quale l'immobile - precedentemente occupato dall'Istituto Nazionale per i Ciechi - fu destinato ad ospitare l'Istituto Tecnico Commerciale duca d'Aosta, già esistente come Scuola di Commercio dal 1876 ma qui trasferito oramai assunta la nuova denominazione nel 1937. Sempre in riferimento a questa stagione sono, nell'androne, un busto di Emanuele Filiberto di Savoia duca d'Aosta e, sulla parete sinistra, due lapidi a ricordare i Caduti, "maestri e condiscepoli", nelle guerre 1915-1918 e 1935-1945. 
Oltre quest'area otto novecentesca il complesso si sviluppa con una serie di ambienti frutto dell'adattamento della porzione del monastero di Santa Maria Maddalena de' Pazzi rimasto da questo lato della via dopo il taglio finalizzato a realizzare questo tratto di via della Colonna. 
Fuso l'Istituto Tecnico Commerciale Duca d'Aosta nel 1999 con l'Istituto Tecnico per Geometri Gaetano Salvemini ed in seguito trasferito nel 2008 nella sede di via Giusti 27, l'edificio è ora destinato a ospitare, come sede distaccata, il Liceo scientifico statale Guido Castelnuovo.